# The Last Command (album)
The Last Command è il secondo album in studio del gruppo musicale statunitense W.A.S.P., pubblicato il 9 novembre 1985 dalla Capitol Records.
La traccia "Running wild in the streets" era stata in origine composta dai Kick Axe, ma il loro produttore Spencer Proffer tentò di proporla ai Black Sabbath che rifiutarono. Verrà quindi inserita nel disco dei W.A.S.P., re-accreditata come composta da Lawless.

## Tracce

### Originale
1. Wild Child – 5:12 (Lawless / Holmes)
2. Ballcrusher – 3:27 (Lawless / Holmes)
3. Fistful of Diamonds – 4:13 (Lawless)
4. Jack Action – 4:16 (Riley / Lawless)
5. Widowmaker – 5:17 (Lawless)
6. Blind in Texas – 4:21 (Lawless)
7. Cries in the Night – 3:41 (Lawless)
8. The Last Command – 4:10 (Lawless)
9. Running Wild in the Streets – 3:30 (Lawless / Proffer)
10. Sex Drive – 3:12 (Lawless / Holmes)

### Tracce bonus del 1998
1. Mississippi Queen (cover dei Mountain) – 3:21
2. Savage – 3:32 (Lawless / Holmes / Piper)
3. On your Knees (live '84) – 4:38
4. Hellion (live '84) – 4:45
5. Sleeping (In the Fire) (live '84) – 5:44
6. Animal (Fuck like a beast) (live '84) – 4:37
7. I Wanna be Somebody (live '84) – 5:54

## Singoli
- Cries in the Night (promo single)
- Blind in Texas (b-side: Savage)
- Wild Child (7") (b-sides: On Your Knees (live), Hellion (live)
- Wild Child (The Wild Remix) (12") (b-sides: Mississippi Queen, L.O.V.E. Machine (live)

## Formazione
- Blackie Lawless - voce, basso
- Chris Holmes - chitarra
- Randy Piper - chitarra, coro
- Steve Riley - batteria